# Вотча (приток Двиницы)
Вотча — река в России, протекает по Вологодской области, в Сокольском районе. Устье реки находится в 54 км по левому берегу реки Двиница. Длина реки составляет 66 км.
Исток реки находится в лесу на южных склонах Харовской гряды в 23 км на северо-запад от Воробьёво и в 70 км к северо-востоку от города Сокол. Вотча течёт в верхнем и среднем течении на юг, в нижнем течении после впадения притока Шитровка поворачивает на запад. Выше и ниже деревни Чучково, центра Чучковского сельского поселения, на реке несколько малых и покинутых деревень. Сама деревня Чучково стоит на правом берегу в километре от реки. Прочие участки Вотчи ненаселены. Крупнейшие притоки — Индасарь, Шитровка, Шербуй (все — левые).

## Данные водного реестра
По данным государственного водного реестра России относится к Двинско-Печорскому бассейновому округу, водохозяйственный участок реки — Северная Двина от начала реки до впадения реки Вычегда, без рек Юг и Сухона (от истока до Кубенского гидроузла), речной подбассейн реки — Сухона. Речной бассейн реки — Северная Двина.
Код объекта в государственном водном реестре — 03020100312103000007216.